# ایهور کیرویخانتسف
ایهور کیرویخانتسف (اوکراینی: Ігор Олегович Кирюханцев؛ زادهٔ ۲۹ ژانویهٔ ۱۹۹۶) بازیکن فوتبال اهل اوکراین است.
از باشگاه‌هایی که در آن بازی کرده‌است می‌توان به باشگاه فوتبال شاختار دونتسک اشاره کرد.
وی همچنین در تیم‌های ملی فوتبال Ukraine national under-16 football team, Ukraine national under-17 football team, Ukraine national under-18 football team, Ukraine national under-19 football team، زیر ۲۰ سال اوکراین، و زیر ۲۱ سال اوکراین بازی کرده‌است.